# Francia en los Juegos Olímpicos de Tokio 1964
Francia estuvo representada en los Juegos Olímpicos de Tokio 1964 por un total de 138 deportistas que compitieron en 14 deportes.  
El portador de la bandera en la ceremonia de apertura fue el atleta Michel Macquet.

## Medallistas
El equipo olímpico francés obtuvo las siguientes medallas:
| Nombre                                                                                           | Deporte           | Competición             |
| ------------------------------------------------------------------------------------------------ | ----------------- | ----------------------- |
| Oro                                                                                              |                   |                         |
| Pierre Jonquères d'Oriola (Lutteur B)                                                            | Hípica            | Saltos ind.             |
| Plata                                                                                            |                   |                         |
| Maryvonne Dupureur                                                                               | Atletismo         | 800 m F                 |
| Joseph Gonzales                                                                                  | Boxeo             | Superwélter (71 kg)     |
| Jean-Claude Magnan                                                                               | Esgrima           | Florete ind. M          |
| Claude Arabo                                                                                     | Esgrima           | Sable ind. M            |
| Pierre Jonquères d'Oriola (Lutteur B) Janou Lefèbvre (Kenavo D) Guy Lefrant (Monsieur de Littry) | Hípica            | Saltos por eqs.         |
| Christine Caron                                                                                  | Natación          | 100 m espalda F         |
| Jean Boudehen Michel Chapuis                                                                     | Piragüismo        | C2 1000 m M             |
| Jean-Claude Darouy Georges Morel Jacques Morel                                                   | Remo              | Dos con timonel (M2+) M |
| Bronce                                                                                           |                   |                         |
| Paul Genevay Bernard Laidebeur Claude Piquemal Jocelyn Delecour                                  | Atletismo         | 4 × 100 m M             |
| Daniel Morelon                                                                                   | Ciclismo en pista | Scratch M               |
| Pierre Trentin                                                                                   | Ciclismo en pista | 1000 m contrarreloj M   |
| Daniel Revenu                                                                                    | Esgrima           | Florete ind. M          |
| Jacky Courtillat Jean-Claude Magnan Christian Noël Daniel Revenu Pierre Rodocanachi              | Esgrima           | Florete por eqs. M      |
| Claude Bourquard Claude Brodin Jacques Brodin Yves Dreyfus Jack Guittet                          | Esgrima           | Espada por eqs. M       |